# 힌두스탄

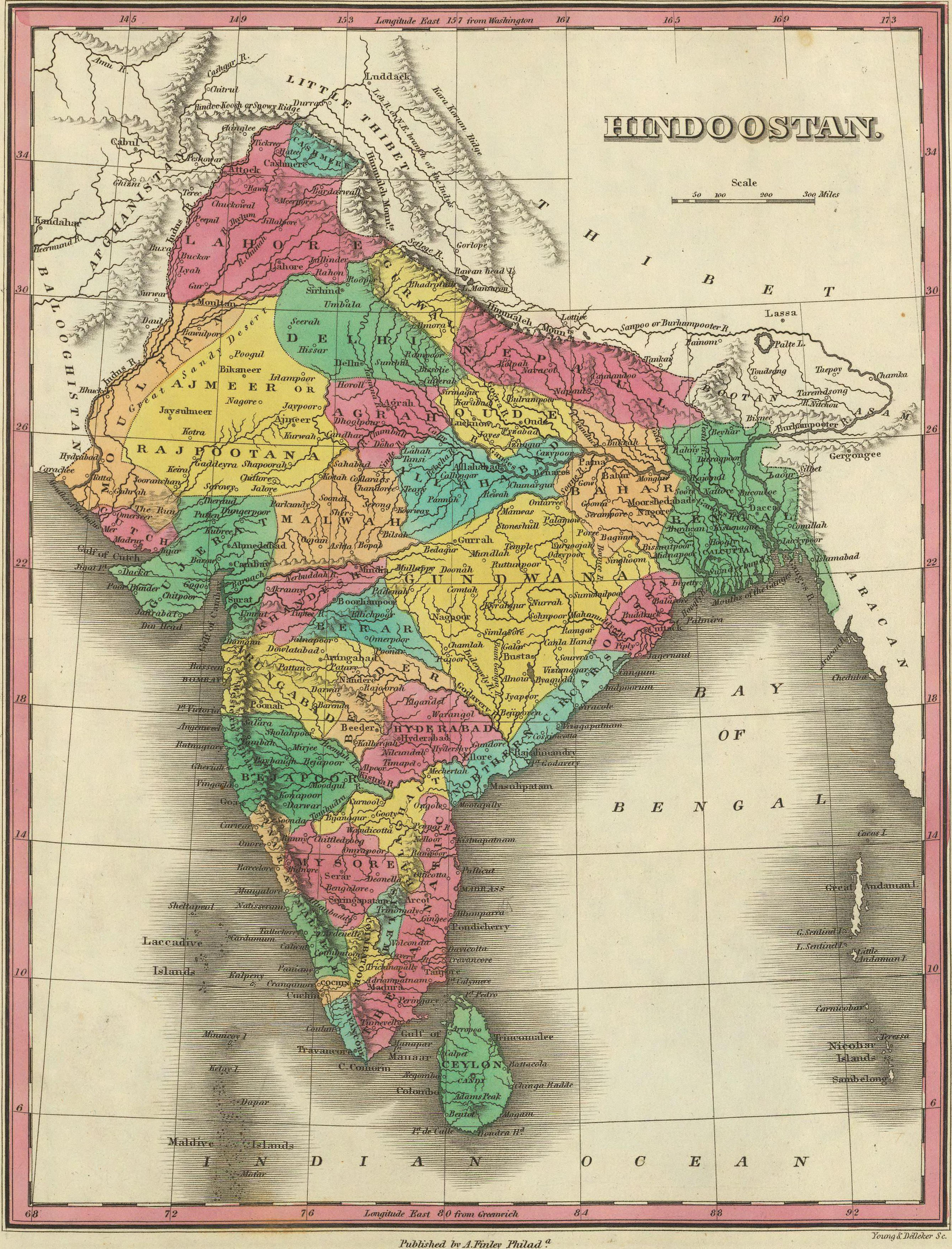
힌두스탄 지도 (1831년)

힌두스탄(Hindustan, 간단히 Hind)은 현재의 인도에 상당하는 지명이다. "힌두교"(Hindu)에 페르시아어로 "토지"를 나타내는"스탄"(-stan)를 붙인 말로, "힌두교의 땅"을 의미한다.

## 같이 보기
- 아리아바르타
- 바라타 칸다
- 스탄